# Sanabria
Sanabria (en leonés: Senabria, en gallego y en portugués: Seabra) es una comarca española situada en el noroeste de la provincia de Zamora y de la comunidad autónoma de Castilla y León.
Sanabria se encuentra situada en el cuadrante noroeste de la submeseta norte y en el extremo noroccidental de la provincia de Zamora, territorio que además es limítrofe con Portugal y las provincias de León y Orense. Su territorio se encuentra delimitado por sierras al norte, oeste y sur, mientras que al este el valle se abre a las penillanuras zamoranas, ocupadas en primer lugar por La Requejada y La Carballeda. Se trata de un territorio cuyo eje vertebrador es el río Tera, nacido en la sierra Segundera, al que afluyen otros arroyos como el Trefacio, Villarino y Truchas.
Esta comarca cuenta con un notable sentimiento de identidad, dadas las afinidades geográficas, económicas, sociales e históricas de los municipios que la conforman. Sin embargo, no cuenta con un ente administrativo que lo represente y gestione, motivo por el que sus municipios se integran en alguna de las tres mancomunidades existentes, en cuanto que esta es la única fórmula legal que les permite optimizar de forma colectiva la gestión de algunos servicios públicos municipales. Respecto al ámbito eclesiástico, pertenece en su totalidad al arciprestazgo de Sanabria-Carballeda, y a la diócesis de Astorga.

## Geografía

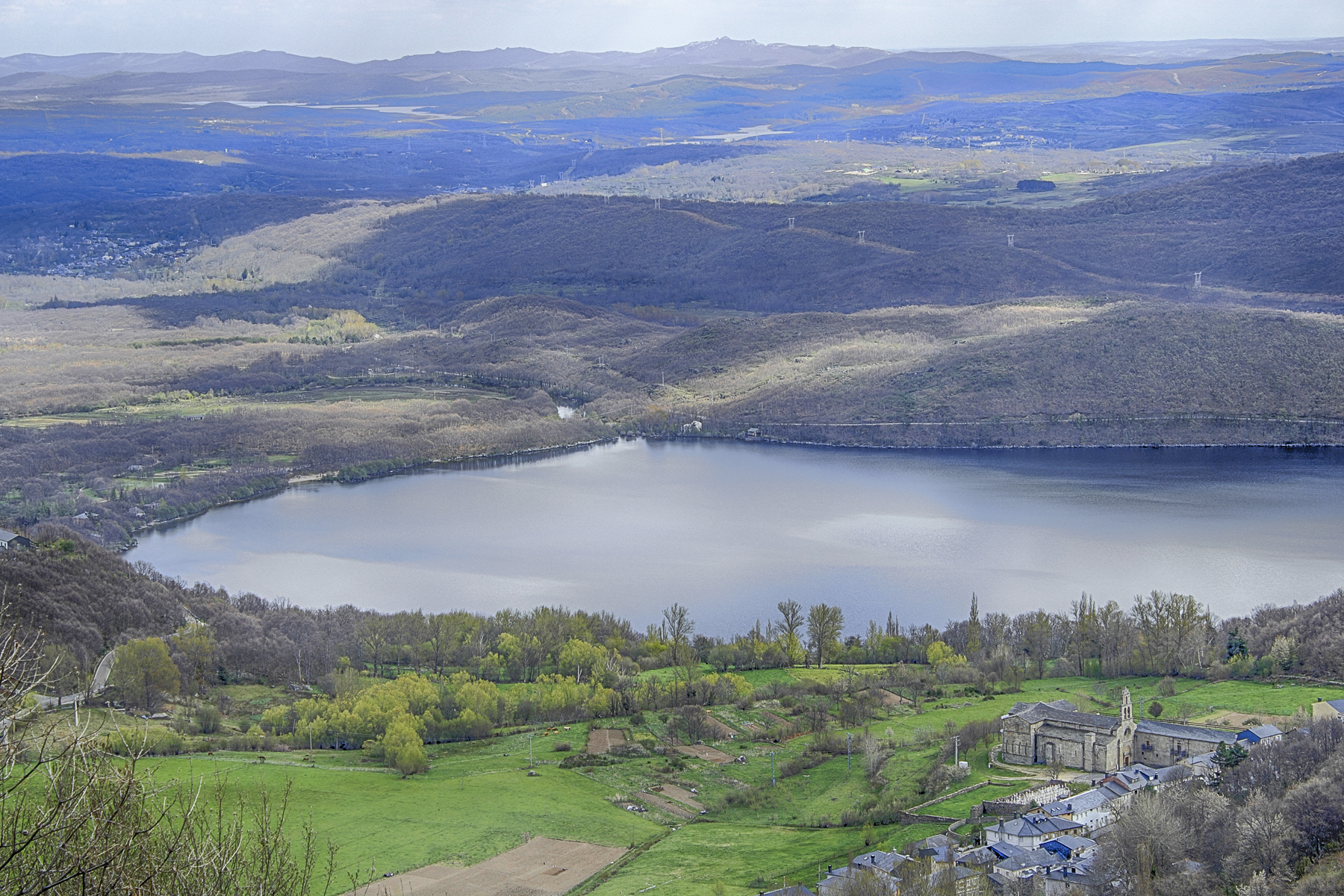
Lago de Sanabria

La comarca de Sanabria, situada en la provincia de Zamora, limita al norte con la también provincia española de León, al sur con la provincia portuguesa de Trás-os-Montes e Alto Douro, al este con la comarca zamorana de La Carballeda, con la que comparte paisaje y cultura, y al oeste con la provincia de Orense. El núcleo principal de población es Puebla de Sanabria, cabeza de partido judicial, considerada por los sanabreses como la capital comarcal. Destaca también El Puente de Sanabria como núcleo comercial de la comarca y segunda población en número de habitantes.
Su ubicación en el mapa está delimitada por los siguientes distritos portugueses y comarcas españolas:
| Noroeste: Comarca de Valdeorras | Norte: La Cabrera         | Noreste: La Valdería          |
| Oeste: Comarca de Viana         |                           | Este: La Carballeda           |
| Suroeste distrito de Braganza   | Sur: distrito de Braganza | Sureste: distrito de Braganza |

Sanabria está dividida en dos partes perfectamente delimitadas:
- La Baja Sanabria, subdividida a su vez en:
  - La Requejada, valle por el que discurre el río Negro, que nace en la sierra de la Cabrera y termina desembocando en el río Tera, junto a Rionegro del Puente.
  - El valle del río Tera, que discurre transversalmente desde la sierra Segundera en dirección al embalse de Cernadilla, la sierra de la Atalaya y continua hacia la sierra de la Culebra.
  - El valle del río Castro, que discurre desde la sierra Segundera hasta Puebla de Sanabria, donde confluye en el río Tera.
- La Alta Sanabria, que está entre las portillas de Padornelo y de la Canda, comprendiendo el valle de Lubián por el que discurre el río Tuela, la sierra Segundera por la que discurre el río Bibey y el valle de Hermisende.

### Geología

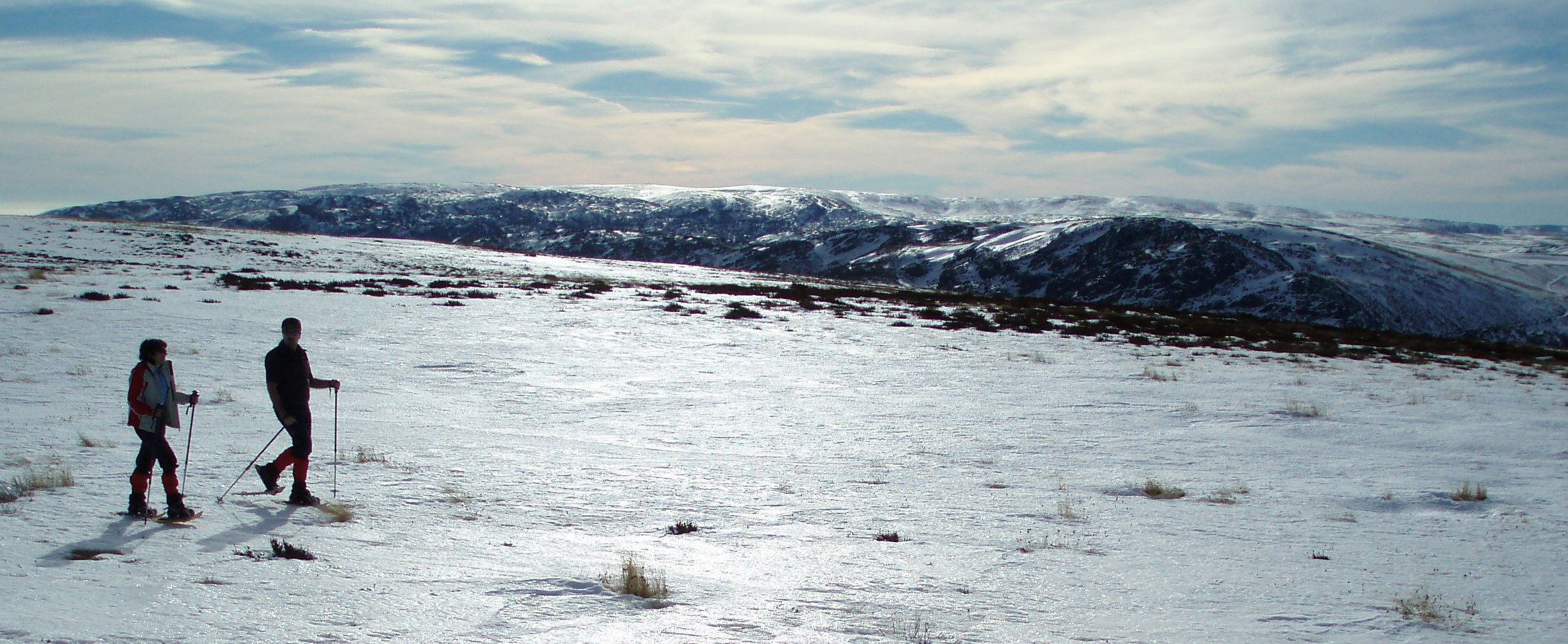
El Moncalvo, con sus 2044 m, es una de las cumbres de la sierra Segundera, en los montes de León del macizo Galaico-Leonés

La comarca se encuentra situada a una altitud de media-alta montaña, con una media de 1157 m s. n. m. Las zonas más bajas se encuentran en los valles de Hermisende y en la zona fronteriza con Portugal de Rihonor de Castilla. Las zonas más altas se encuentra en las cumbres de las sierra de Segundera y Cabrera Baja por encima de los 2000 m s. n. m. (Peña Trevinca con 2127 m s. n. m. y Vizcodillo con 2121 m s. n. m.). El municipio más alto es Porto de Sanabria 1215 m s. n. m. y el pueblo más alto Padornelo 1325 m s. n. m., y su municipio más bajo es Hermisende a 850 m s. n. m., su pueblo más bajo es Rihonor de Castilla situado a 730 m s. n. m.
Uno de los últimos glaciares de la península ibérica estuvo en estos parajes, provocando el valle en forma de U, el lago y las morrenas que aún hoy se pueden contemplar en la zona noroeste del término de Galende.

### Clima
En Sanabria se disponen dos tipos de clima dependiendo de la altitud y la ubicación del lugar, en las zonas altas (a partir de 1000 m s. n. m.) encontramos un clima de montaña húmedo y frío y en las zonas de la comarca que se encuentran por debajo de este valor encontramos un clima mediterráneo continentalizado, con veranos suaves (hasta 25 °C) e inviernos fríos (hasta -15 °C), acentuados por la proximidad de las montañas de la sierra de la Cabrera y la sierra Segundera y la altitud media comarcal (1157 m). Este clima mediterráneo continentalizado tiene precipitaciones mucho más abundantes que en otras zonas del mismo clima por la proximidad a las montañas y la cercanía a zonas con clima oceánico al noroeste.
Aun así, la climatología en la comarca de Sanabria está muy condicionada por la altitud, la estructura topográfica, y la orientación de los núcleos poblacionales con una gran diversidad y contrastes (incluso en pocos kilómetros) encontrándose marcadas diferencias entre las zonas más altas y montañosas, los fondos de los valles y las zonas más bajas, situadas al Este.
En el año 2006 se instaló en el término municipal de Robleda-Cervantes, en un terreno muy próximo a El Puente de Sanabria, una estación meteorológica conocida por marcar las temperaturas mínimas más bajas de España varios días al año, el registro mínimo de dicha estación fue el 20 de diciembre de 2009 con una temperatura de -15,6 grados. Aunque varios inviernos las temperaturas se aproximan mucho a este valor, como el 12 de febrero de 2012, cuando se registraron 15,4 grados bajo cero.
Debido a su particularidad climática con grandes contrastes y diversidad, por ejemplo, el núcleo de Puebla de Sanabria registra una precipitación total anual de 1073.9 mm y El Puente de Sanabria situado a escasos 6 kilómetros de Puebla registra 1399.8 mm de precipitación anuales.
Según la clasificación climática de Köppen Puebla de Sanabria tiene un clima Csb (templado con verano seco y templado).
| Parámetros climáticos promedio de Puebla de Sanabria en el periodo 1961-2003 | Parámetros climáticos promedio de Puebla de Sanabria en el periodo 1961-2003 | Parámetros climáticos promedio de Puebla de Sanabria en el periodo 1961-2003 | Parámetros climáticos promedio de Puebla de Sanabria en el periodo 1961-2003 | Parámetros climáticos promedio de Puebla de Sanabria en el periodo 1961-2003 | Parámetros climáticos promedio de Puebla de Sanabria en el periodo 1961-2003 | Parámetros climáticos promedio de Puebla de Sanabria en el periodo 1961-2003 | Parámetros climáticos promedio de Puebla de Sanabria en el periodo 1961-2003 | Parámetros climáticos promedio de Puebla de Sanabria en el periodo 1961-2003 | Parámetros climáticos promedio de Puebla de Sanabria en el periodo 1961-2003 | Parámetros climáticos promedio de Puebla de Sanabria en el periodo 1961-2003 | Parámetros climáticos promedio de Puebla de Sanabria en el periodo 1961-2003 | Parámetros climáticos promedio de Puebla de Sanabria en el periodo 1961-2003 | Parámetros climáticos promedio de Puebla de Sanabria en el periodo 1961-2003 |
| Mes | Ene.                                                                         | Feb.                                                                         | Mar.                                                                         | Abr.                                                                         | May.                                                                         | Jun.                                                                         | Jul.                                                                         | Ago.                                                                         | Sep.                                                                         | Oct.                                                                         | Nov.                                                                         | Dic.                                                                         | Anual                                                                        |
| --- | ---------------------------------------------------------------------------- | ---------------------------------------------------------------------------- | ---------------------------------------------------------------------------- | ---------------------------------------------------------------------------- | ---------------------------------------------------------------------------- | ---------------------------------------------------------------------------- | ---------------------------------------------------------------------------- | ---------------------------------------------------------------------------- | ---------------------------------------------------------------------------- | ---------------------------------------------------------------------------- | ---------------------------------------------------------------------------- | ---------------------------------------------------------------------------- | ---------------------------------------------------------------------------- |
| Temp. media (°C) | 0.8                                                                          | 2.0                                                                          | 4.2                                                                          | 6.0                                                                          | 9.7                                                                          | 13.4                                                                         | 16.8                                                                         | 16.4                                                                         | 13.5                                                                         | 8.3                                                                          | 4.1                                                                          | 1.2                                                                          | 8.0                                                                          |
| Precipitación total (mm) | 149.9                                                                        | 115.2                                                                        | 82.9                                                                         | 88.0                                                                         | 81.9                                                                         | 41.5                                                                         | 29.8                                                                         | 29.4                                                                         | 63.1                                                                         | 119.8                                                                        | 126.7                                                                        | 145.7                                                                        | 1073.9                                                                       |
| Fuente: Ministerio de Agricultura, Alimentación y Medio Ambiente. Datos de precipitación para el periodo 1961-1979 y de temperatura para el periodo 1961-2003 en Puebla de Sanabria 11 de octubre de 2012 |                                                                              |                                                                              |                                                                              |                                                                              |                                                                              |                                                                              |                                                                              |                                                                              |                                                                              |                                                                              |                                                                              |                                                                              |                                                                              |

### Flora

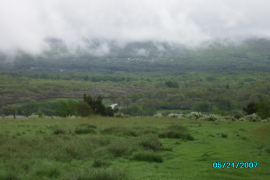
Panorámica desde La Alcobilla

Entre su vegetación arborícola destacan el roble melojo (allí llamado en leonés carballo o "requejos" o "carrascos" cuando son pequeños), el castaño (la castañal o castañeiro), el nogal (la nogal o ñogal), el abedul (abeduro), el acebo (acebro), el fresno (frédano, freno), el aliso (houmeiro, humeiro, umero), el manzano (allí llamado manzanal o manzaneira), la guindalera (allí llamado guindal), el pino, los álamos y en menor medida el serbal (yameiro), el saúco (sabuguero) y el olmo o negrillo (Ulmus montana) que debido a una larga enfermedad, que arrastra este tipo de árbol en la zona desde finales de los 80, su desarrollo es escaso y débil a pesar de su abundancia antaño. Entre los arbustos destacan varias especies de retama (blanca, amarilla, espinoa y pseudopilosa) (allí llamadas escobas), la carqueisa, calluna vulgaris (quirugo o carpacina) y la urz o uz (Erica ssp.). También hay una gran variedad de plantas herbáceas, como la dedalera (escásamo o pímpanos), el orégano (ouriégano), la leitariega, la ortiga, los narcisos (pintos gayos o claveles), la zarza y la menta. Abundan las setas y hongos, entre las que destaca el cucurril y varias especies de boletus. Hay que destacar el Tejedelo (Teixedelo en leonés) o bosque de tejos que se sitúa en Requejo y del que se dice que es el más antiguo de la península ibérica.
Una importante parte de su territorio está declarado parque natural. La protección de este espacio se remonta a 1946, fecha en la que el lago de Sanabria fue declarado «sitio natural de interés nacional». En 1953 fue declarado «paraje pintoresco» y, finalmente, parque natural en 1978. Este espacio natural tuvo una notable ampliación en 1990, cuando la Junta de Castilla y León lo incrementó de 368,5 ha a 22 365 ha.

### Fauna
La situación de la comarca sanabresa, su geomorfología y su singularidad climática, ha propiciado la existencia de diversos hábitats en los que convive una fauna excepcional, formada por más de 190 especies de vertebrados. El grupo más numeroso, con 142 especies, son las aves. Entre ellas destaca la presencia de 17 rapaces diurnas como el águila real, el halcón abejero, el halcón peregrino, el ratonero común, el cernícalo vulgar o el búho real, junto a un sinnúmero de pájaros como el alcaudón dorsirrojo, el escribano cerillo, el pechiazul, la perdiz pardilla —"charrela" en su denominación local—, el camachuelo común, el petirrojo, el arrendajo (gaya o pigarro) o la abubilla, entre otros. Parte de la comarca ha sido declarada Zona de Especial Protección para las Aves (ZEPA), debido a la delicada situación poblacional de algunas de las aves mencionadas, y más de veinte especies están incluidas en la Directiva Aves (Directiva 79/409/CEE).
Por número, el siguiente grupo lo forman los mamíferos, de los que se han catalogado hasta 41 especies en la comarca sanabresa. Entre ellos están el escurridizo desmán, varios mustélidos (nutrias, martas, armiños y comadrejas, conocidas como 'doloncillas', garduñas o tejones), sin olvidar los de mayor talla y representatividad, como la corza, el ciervo, el jabalí, el gato montés o el emblemático lobo. De todos ellos es sin duda el lobo el que alcanza una mayor cota de popularidad entre los sanabreses, al ser protagonista o parte principal de cientos de historias, leyendas y cuentos que, transmitidos generación tras generación, forman parte del legado cultural de esta comarca. En los últimos años se han detectado indicios de la presencia del lince ibérico y del oso pardo (incluso del urogallo) que había desaparecido de Sanabria en el primer tercio del siglo XX. También destaca la abundante presencia de murciélagos, principalmente los de bosque, el ratonero o el de herradura. De todos ellos, la nutria fue la elegida como seña identificativa del parque natural del lago de Sanabria.
Los reptiles cuentan su presencia en Sanabria con más de 10 especies, entre los que destacan las víboras (víbora norteña y víbora hocicuda), varias culebras (de collar, viperina, lisa meridional, lisa norteña, etc.). Son, por lo general, animales poco apreciados pero que sin embargo juegan un importante papel en el equilibrio natural de este espacio natural, al alimentarse preferentemente de pequeños mamíferos como el ratón y el topo que, sin predadores, pueden llegar a convertirse en verdaderas plagas. Entre los lacértidos destaca la presencia de la lagartija serrana y el lagarto verdinegro.
Destaca la gran riqueza y biodiversidad de anfibios existentes, entre los que destaca la presencia de 10 especies. Las más destacables son el tritón, la salamandra, los sapos (sapo común, el sapo corredor y el sapillo pintojo) y las ranas (rana patilarga y la rana de San Antonio).
Por último, se han contabilizado hasta siete especies en el hábitat del lago, lagunas, ríos y arroyos. Entre ellas destaca la trucha, especialmente demandada por sus considerables dimensiones y exquisito sabor. También destaca la presencia de bermejuelas, la bogas, cachos y barbos.

### Comunicaciones

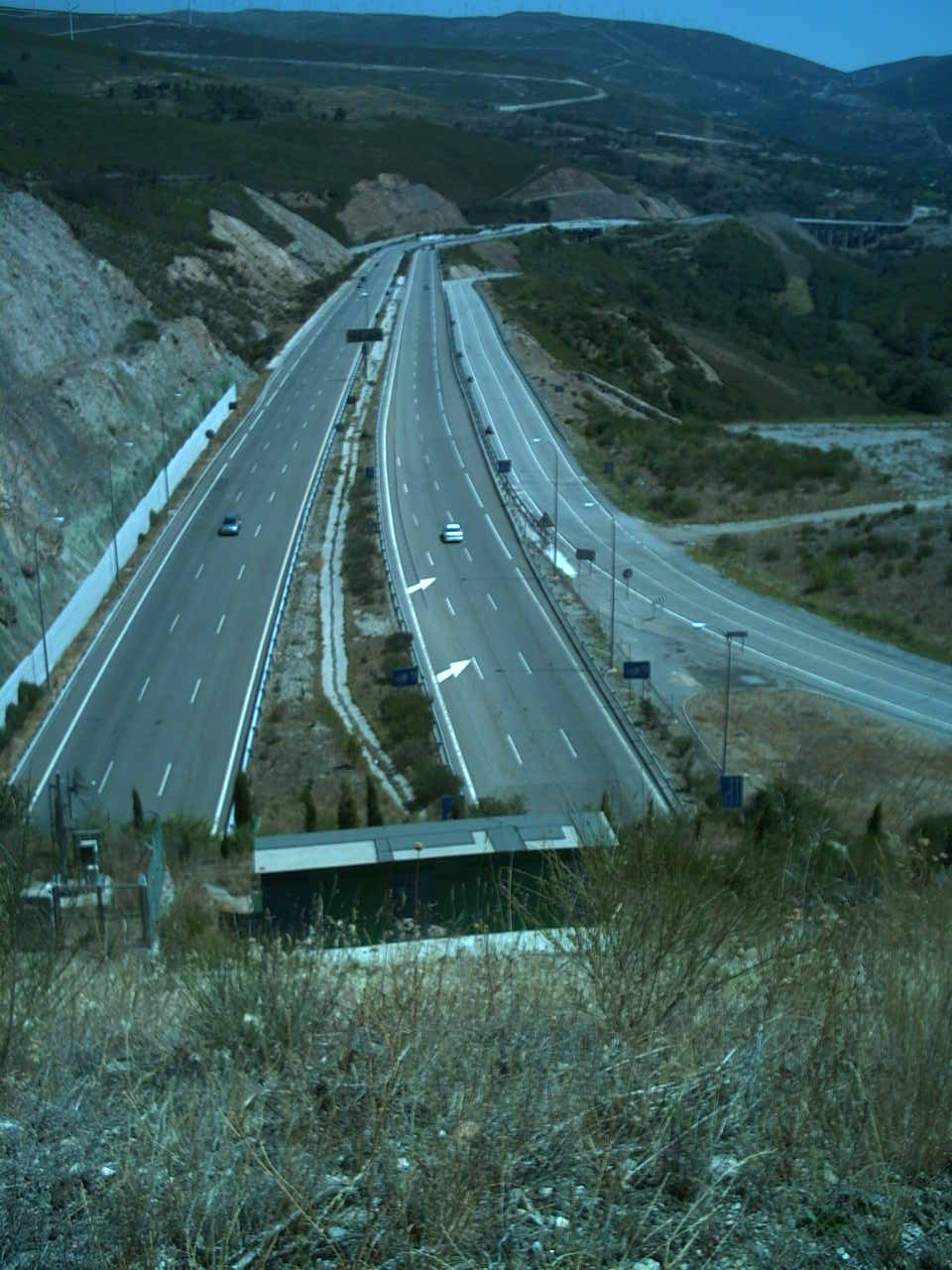
Tramo de la A-52 anterior a la entrada al túnel de La Canda

La principal vía de comunicación por carretera es la A-52 o autovía de las Rías Bajas, que atraviesa la comarca de Sanabria para unir las localidades de Benavente, en la provincia de Zamora, y Porriño, en la de Pontevedra. Esta autovía conecta, con carácter general, las provincias de Pontevedra, Orense y Zamora con la autovía A-6, con origen en Madrid.
La N-525 es la segunda vía de comunicación por carretera. Es una carretera nacional que discurre paralela a la A-52, para unir la localidad zamorana de Benavente y la gallega de Santiago de Compostela. En su recorrido atraviesa las localidades sanabresas de Asturianos, Palacios de Sanabria, Otero de Sanabria, Puebla de Sanabria, Requejo de Sanabria y Padornelo, para seguidamente discurrir ya por la provincia de Orense: Verín, Ginzo de Limia u Orense, entre otras.
Una tercera vía fue la carretera C-622 que desde León, pasando por Puebla de Sanabria, comunicaba con Portugal a través de la también fronteriza ciudad de Braganza. Esta carretera se fragmentó en 2002 —tras la transferencia de competencias a las autonomías— de forma que en la actualidad existen los siguientes tramos:
- CL-622 que se corresponde con el tramo de León a La Bañeza.
- LE-125 que se corresponde con el tramo de La Bañeza a límite provincial de Zamora.
- ZA-125 que se corresponde con el tramo de límite provincial de León a Palacios de Sanabria.
- ZA-925 que se corresponde con el tramo de Puebla de Sanabria al límite fronterizo con Portugal.

Junto a ellas, hay un conjunto de carreteras de diferentes categorías que crean una compleja malla de comunicación por carretera y que son administradas por la Junta de Castilla y León y la Diputación de Zamora.
Puebla de Sanabria cuenta con el servicio de una red de autobuses que la conecta con el exterior, a pesar de no contar con una estación propia.

#### Ferrocarril
Puebla de Sanabria cuenta con una estación de ferrocarril, en la que se prestan servicios de larga y media distancia. La estación se encuentra en el punto kilométrico 106,871 de la línea férrea de ancho convencional que une Zamora con La Coruña vía Orense a 950 metros de altitud. El tramo es de vía única y está sin electrificar. La llegada a Puebla es especialmente sinuosa en la medida en que desde Linarejos-Pedrojo es necesario superar los 15 arcos del viaducto del río Truchas de 290,10 metros de longitud y los túneles de Robledo (268,50 metros de longitud), Ungilde (247 metros de longitud) y Puebla (208,10 metros de longitud).

## Historia

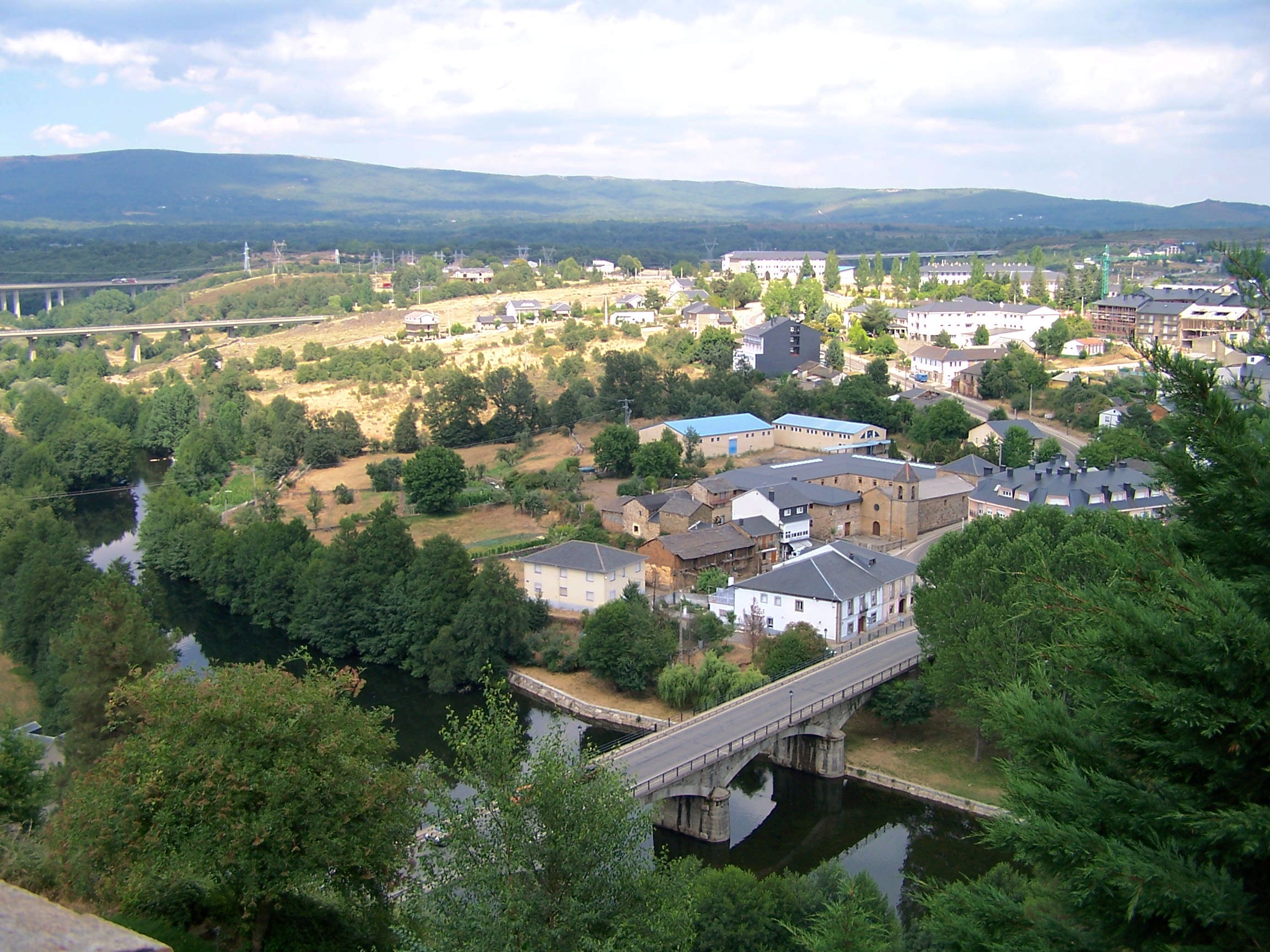
Puebla de Sanabria

Son escasos los estudios paleoambientales que se han centrado en Sanabria y los existentes no han mostrado todavía evidencias de pobladores pertenecientes a las culturas del Paleolítico, Neolítico, Calcolítico y la Edad del Bronce.
Los primeros vestigios de poblamiento pertenecen a la cultura castreña. Los diversos yacimientos localizados se han identificado como pertenecientes a la Edad del Hierro, aunque desarrollados sobre la base de un fuerte sustrato indígena ligado al periodo del Bronce Final Atlántico. Sus asentamientos, denominados castros, son poblados fortificados fácilmente reconocibles por su ubicación en posiciones elevadas desde las que domina el territorio circundante, rodeados de una potente muralla, en cuyo interior se disponen unas características viviendas circulares de piedra. Sus habitantes fueron los Zoelas, tribu astur que hacia el siglo IV a. C. eligió, entre otros asentamientos, la “Peña Castro” en Ribadelago, As Muradellas en Lubián, así como otros lugares localizados en Hermisende o Trefacio. La influencia de esta época continúa hoy presente y tiene su reflejo en los numerosos topónimos como el río Castro, Castro de Sanabria o Castrelos.
Pese a la estoica resistencia de los astures a la dominación romana, los castros sanabreses sucumbirían ante las legiones romanas hacia el año 25 a. C., organizándose desde entonces los territorios ocupados en conventus. De este periodo se conservan hoy en día estelas funerarias aparecidas en Sotillo, Vigo o Rábano, entre otros lugares.
Escasas son las noticias que se conocen de este territorio hasta el s. V, cuando tienen lugar las invasiones de los pueblos germánicos, instalándose los Suevos en los conventus de Lugo, Braga y Astorga. El topónimo de Sanabria aparecería nombrado en las "Actas del Concilio de Lugo", cuando en el año 569 la parroquia sanabresa es entregada a la diócesis de Orense. También, durante el reinado de Suintila, esta comarca se convertiría en un centro de acuñación de moneda.
También son escasas las referencias al periodo árabe y las que hay se vinculan con la muy posterior repoblación por grupos de mozárabes llegados de Al-Ándalus. En cualquier caso, este fue un territorio escasamente arabizado, debido a las devastadoras campañas que inició Alfonso I de Asturias -y que continuó su hijo Fruela I- y porque también fue parte del escenario de las guerras raciales primero y tribales más tarde de bereberes y árabes. En consecuencia, el territorio de Sanabria, junto con los demás situados al norte del Duero, pudieron estar temporalmente despoblados, en lo que algunos historiadores han denominado «desierto del Duero». Frente a esta interpretación de la historia, hay otra corriente que niega o cuando menos matiza la teoría de la despoblación, en cuanto hay casos de probable permanencia demográfica como son San Ciprián -Asurvial en el siglo X-, Senabria -actual Puebla de Sanabria- y Calapa o Calapacia -actual Calabor-.
Fue el monarca Alfonso III de Asturias el que definitivamente reconquistó este territorio junto con los demás que se sitúan al norte del río Duero, llevando a su cauce la nueva frontera del reino cristiano con Al-Ándalus. La fecha se sitúa en el 893, al ser este el año en que el monarca astur reconquistó la ciudad de Zamora, restauró su muralla y ordenó la repoblación de lo reconquistado. La nueva frontera se vio reforzada en el 899, cuando este mismo monarca entregó Toro a su hijo el infante García para que la restaurase, además de ordenar la repoblación de Simancas y Dueñas y de toda la Tierra de Campos. De esta forma se aseguró la frontera del reino cristiano en las aguas del Duero hasta su confluencia con el Pisuerga, y a partir de esta confluencia la misma frontera era marcada por las aguas de este segundo río. La toponimia sanabresa muestra ejemplos de nuevos pobladores en los que se indica su procedencia (Asturianos, Castellanos y Limianos) o una actividad económica (Cobreros y Ferreros) pero también hay topónimos de significativa filiación como es el caso de Asurvial (actual San Ciprián), Castromil, Galende, Golmaro, Hermisende, Sampil, Trefacio y Ungilde.
El reino de Asturias y su sucesor, el reino de León, trajo consigo una nueva forma de organizar el territorio, los feudos. Un claro ejemplo fue el Monasterio de San Martín de Castañeda que poseía los derechos de pesca sobre el lago de Sanabria, rico en trucha asalmonada y motivo de continuos enfrentamientos con la población ribereña, con quienes además tuvo tensiones sociales debido a las cargas y abusos cometidos. El poder de este monasterio crecería incluso durante el s. XI y siglo XII como consecuencia de donaciones reales y derechos sobre campesinos, llegando a tener bajo su jurisdicción 150 lugares, entre ellos la misma Puebla. En 1150 Alfonso VII de León ordena su restauración, convirtiéndose en monasterio de benedictinos con el monje Pedro Cristiano al mando. La vida monástica reacia a las reglas del cister, viviría por entonces conflictos hasta que en 1207 se acoge a la nueva norma. Los reinados de Alfonso IX y Alfonso X fueron progresivamente revocando los derechos monacales, tendencia que se mantendrá en los siglos siguientes y que finalmente culminaría con la desamortización del siglo XIX que trajo consigo la ruina y abandono de este monasterio.
Alfonso IX de León organizó en el 1195 las funciones políticas, económicas, jurídicas y militares de Puebla de Sanabria, convirtiéndola en uno de los bastiones leoneses de la frontera con Portugal. Además, el 1 de septiembre de 1220 convirtió esta villa en una de sus pueblas, concediéndole una carta puebla, inspirada en el Fuero de Benavente, reedificando y mejorando además su castillo y sus defensas muradas. Es por tanto de esta época la innovadora planta del castillo de Puebla de Sanabria, con su forma cuadrangular, pero rematada en sus ángulos por cubos circulares, algo prácticamente inusual hasta la Baja Edad Media. El impulso dado a la villa por este monarca hizo que Puebla de Sanabria fuera adquiriendo a lo largo del siglo XII una notable relevancia económica, política y militar, que será mantenida con posterioridad, como muestra la confirmación y modificación parcial de su carta foral por el rey Alfonso X "el Sabio"(Sevilla, 19 de mayo de 1273).
Durante el siglo XIV, Puebla de Sanabria fue propiedad de Juan Alfonso de Alburquerque, del conde Fernando de Castro o de Alvar Vázquez de Losada, entre otras personalidades de la época. Alvar Vázquez, de la familia noble local de los Losada, recibió Puebla, su alfoz y la Carballeda en una donación efectuada por Juan I y que recibió en régimen de mayorazgo. En 1451 la mitad de la villa y toda su tierra es vendida por doña Mayor de Porras a Alonso Pimentel, tercer conde de Benavente. Este hecho conllevó, además, que el citado conde tomara posesión de su castillo. A mediados del siglo XV, tras extinguirse las dos líneas principales de la familia Losada (sólo subsistió la rama de los señores de Rionegro), los Pimentel adquirieron por donación regia la otra mitad de Puebla. Años después, los Reyes Católicos devolvieron a los Losada su mitad de la villa, motivo por el que Rodrigo Alonso de Pimentel tuvo que permutar esa propiedad a doña Leonor de Melgar, viuda de don Diego de Losada, por la hacienda que tenía en Montamarta (1489). Desde este momento, la vida política y social de la villa y su alfoz fueron dirigidas por los Condes de Benavente, que pusieron y quitaron de su cargo a diferentes alcaldes, como pudieron ser Pedro de Montemolín (1474) o Pedro de Sosa (entre 1490 y 1492).
En el siglo XVII la tierra sanabresa sufrió la Guerra de Separación de Portugal al estar enclavada en pleno frente de batalla. De igual manera, durante la Guerra de Sucesión ocurrida en España entre los partidarios de Felipe de Anjou y el Archiduque Carlos, Puebla fue ocupada por tropas portuguesas, siendo recuperada por la Monarquía Hispánica el 24 de diciembre de 1715, según lo acordado en la Paz de Utrecht.
Durante toda la Edad Moderna, Puebla de Sanabria fue la cabeza y capital de una receptoría, la de Sanabria, que se integraba en la provincia de las Tierras del conde de Benavente. En todo caso, al reestructurarse las provincias y crearse las actuales en 1833, los pueblos de la comarca de Sanabria pasaron a formar parta de la provincia de Zamora, dentro de la Región Leonesa, si bien esta última carecía de cualquier tipo de competencia u órgano común a las provincias que agrupaba, teniendo un mero carácter clasificatorio, sin pretensiones de operatividad administrativa.
Al comienzo de la guerra civil y durante la misma estuvo bajo el bando franquista, destacando solo el foco revolucionario de Requejo de Sanabria, donde se hallaban los trabajadores de la línea férrea Zamora-Orense, y el apoyo registrado a estos en Padornelo.
La historia más reciente de Sanabria viene marcada por el aislamiento y la despoblación progresiva, que contribuyen al abandono de sus tradiciones y a la desaparición de su cultura, a pesar de encontrarse en un entorno de gran belleza del que es su máxima expresión el parque natural del «Lago de Sanabria».

## Demografía
Sanabria cuenta con una población de 5830 habitantes, según los datos del censo 2019 del INE. Los datos demográficos muestran un decrecimiento de las cifras de población de esta comarca, tendencia que es mucho más acusada en las últimas décadas. Así, en 1857 contó con un censo de 36 466 habitantes, 33 308 en 1950, 8508 en 1996, en el 2000 apenas rebasaba los 8000, en el 2011, descendía de los 7000 habitantes, y en el 2018, caía por debajo de los 6000. Todos estos datos, manifiestan las consecuencias del éxodo rural que viene padeciendo esta comarca y que sufre de una forma más acusada desde los años cincuenta del siglo XX. Las consecuencias de esta emigración masiva han sido y aún son devastadoras para los censos municipales, no solo por su consiguiente decrecimiento poblacional, sino que también por el fuerte envejecimiento de su población residente y el consiguiente descenso de las tasas de natalidad. Sanabria con 4,89 h/km² tiene una densidad de población que se sitúa muy por debajo de la media nacional e incluso de la media provincial.
Por municipios, solo Puebla de Sanabria supera los mil habitantes en el censo demográfico 2020 del INE. Tras él, Galende y Cobreros son los únicos que superan los 500 habitantes, pues los doce municipios restantes siquiera llegan a esta cifra.

## Administración y política
Esta comarca, a pesar de su gran sentido de identidad, con características geográficas, económicas, sociales e históricas afines, no cuenta con el necesario reconocimiento legal para su desarrollo administrativo, lo que ha llevado a sus municipios a organizarse en mancomunidades como única fórmula legal que les permite la optimización de la gestión de algunos servicios públicos municipales.

### Municipios
Sanabria está dividida en 15 municipios, que a su vez incluyen varias pedanías o pueblos, de los cuales algunos pertenecen a la vecina comarca de La Carballeda. En la siguiente tabla se relacionan los municipios, indicando la superficie de cada término municipal en kilómetros cuadrados, el número de habitantes según el último censo del INE y los pueblos que incluye cada municipio:
| Municipio               | Superficie | Habitantes | Pueblos |
| ----------------------- | ---------- | ---------- | --- |
| Asturianos              | 42,60      | 260        | Asturianos, Cerezal de Sanabria, Entrepeñas, Lagarejos de la Carballeda, Rioconejos y Villar de los Pisones |
| Cobreros                | 77,70      | 552        | Avedillo de Sanabria, Barrio de Lomba, Castro de Sanabria, Cobreros, Limianos de Sanabria, Quintana de Sanabria, Riego de Lomba, San Martín del Terroso, San Miguel de Lomba, San Román de Sanabria, Santa Colomba de Sanabria, Sotillo de Sanabria y Terroso |
| Galende                 | 90,26      | 960        | Cubelo, Galende, Ilanes, Moncabril, Pedrazales, El Puente, Rabanillo, Ribadelago, Ribadelago Nuevo, San Martín de Castañeda y Vigo |
| Hermisende              | 108,75     | 214        | Castrelos, Castromil, Hermisende, San Ciprián y La Tejera |
| Lubián                  | 94,39      | 306        | Aciberos, Chanos, Hedroso, Las Hedradas, Lubián y Padornelo |
| Palacios de Sanabria    | 37,01      | 225        | Otero de Sanabria, Palacios de Sanabria, Remesal y Vime de Sanabria |
| Pedralba de la Pradería | 105,11     | 199        | Calabor, Lobeznos, Pedralba de la Pradería, Rihonor de Castilla y Santa Cruz de Abranes |
| Pías                    | 43,91      | 108        | Barjacoba, Pías y Villanueva de la Sierra |
| Porto de Sanabria       | 200,82     | 156        | Porto de Sanabria |
| Puebla de Sanabria      | 81,39      | 1366       | Castellanos, Puebla de Sanabria, Robledo y Ungilde |
| Requejo de Sanabria     | 46,10      | 141        | Requejo de Sanabria |
| Robleda-Cervantes       | 32,47      | 392        | Barrio de la Gafa, Barrio Lagarejos, Cervantes, Ferreros, Paramio, Robleda, Sampil, San Juan de la Cuesta, Triufé y Valdespino |
| Rosinos de la Requejada | 154,78     | 342        | Anta de Rioconejos, Carbajalinos, Doney de la Requejada, Escuredo, Gusandanos, Monterrubio, Rionegrito, Rosinos de la Requejada, Santiago de la Requejada y Villarejo de la Sierra                                                                            |
| San Justo               | 75,12      | 197        | Barrio de Rábano, Coso, Rábano de Sanabria, Rozas, San Ciprián y San Justo |
| Trefacio                | 25,48      | 186        | Cerdillo, Murias, Trefacio y Villarino de Sanabria |

### Mancomunidades
La mancomunidad es una asociación libre de municipios, dentro del marco jurídico autonómico y nacional, que crea una entidad local superior y a la que los municipios asociados delegan parte de las funciones o competencias que la ley les atribuye, al objeto de que se preste un servicio conjuntamente para todos sus miembros. En Sanabria son tres las que actualmente operan:
- Mancomunidad de Alta Sanabria.
- Mancomunidad de Municipios Sanabria-Carballeda.
- Mancomunidad Lago de Sanabria.

## Economía

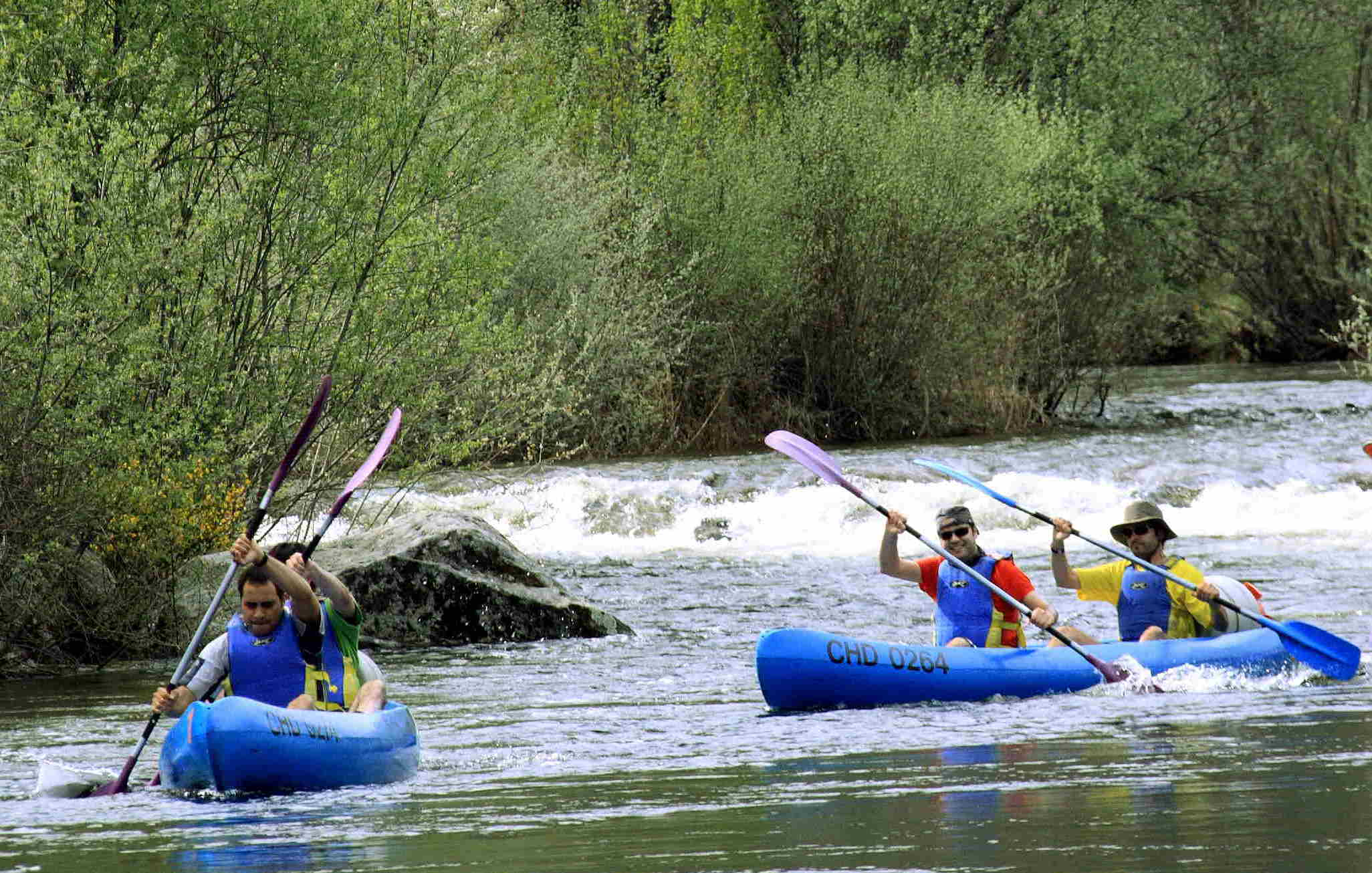
Descenso en canoa por el Tera en Ribadelago

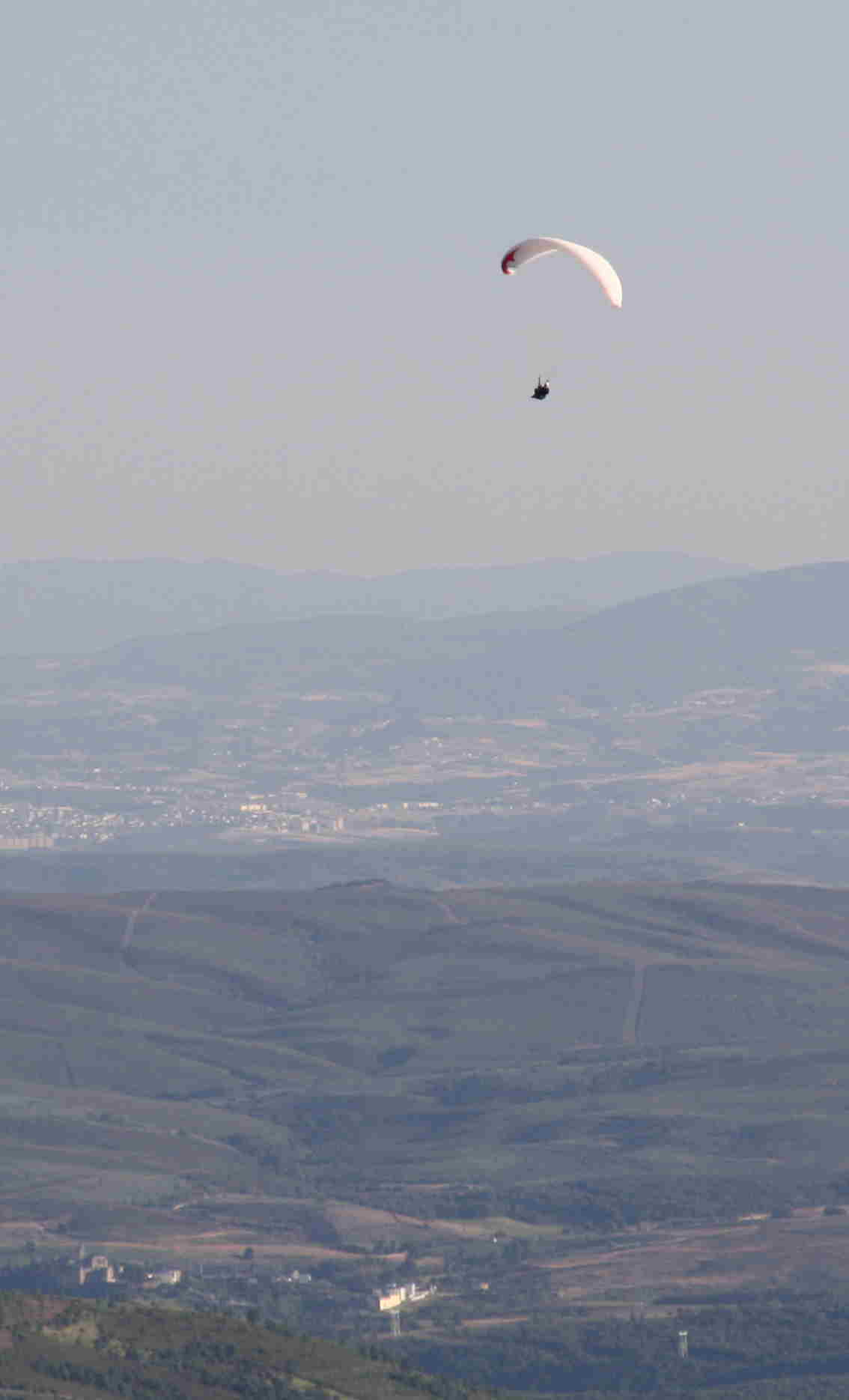
Panorámica de la práctica del parapente desde el Alto del Peñón

En la actualidad, sus principales actividades económicas se engloban dentro del denominado sector servicios —principalmente hostelería—, aunque durante buena parte del siglo XX lo fueron la agricultura y la ganadería. También produce electricidad, en el Salto de Moncabril y en los generadores eólicos situados en las cumbres aledañas al Valle de Lubián. Es famosa la miel de brezo producida en Requejo, y sus aguas minero medicinales del Balneario de Calabor.

## Servicios

### Educación
Educación primaria y secundaria:
- CEIP Monte Gándara. El Puente de Sanabria
- CEIP Fray Luis de Granada Puebla de Sanabria
- CEIP Tuela-Bibey. Lubián
- CRA Palacios de Sanabria. Palacios de Sanabria
- IES Valverde de Lucerna. Puebla de Sanabria
- Centro de Educación de Adultos. Puebla de Sanabria

## Monumentos y lugares de interés
El paso de los siglos, unido al aislamiento de esta comarca natural, ha originado la creación de un estilo arquitectónico singular claramente identificable y diferenciable del perteneciente a otros territorios de su entorno. Con el fin de profundizar en sus principales características, se distingue la existencia de tres subgrupos de arquitectura sanabresa: la eclesiástica o religiosa, la civil o popular y la militar.

### Arquitectura religiosa

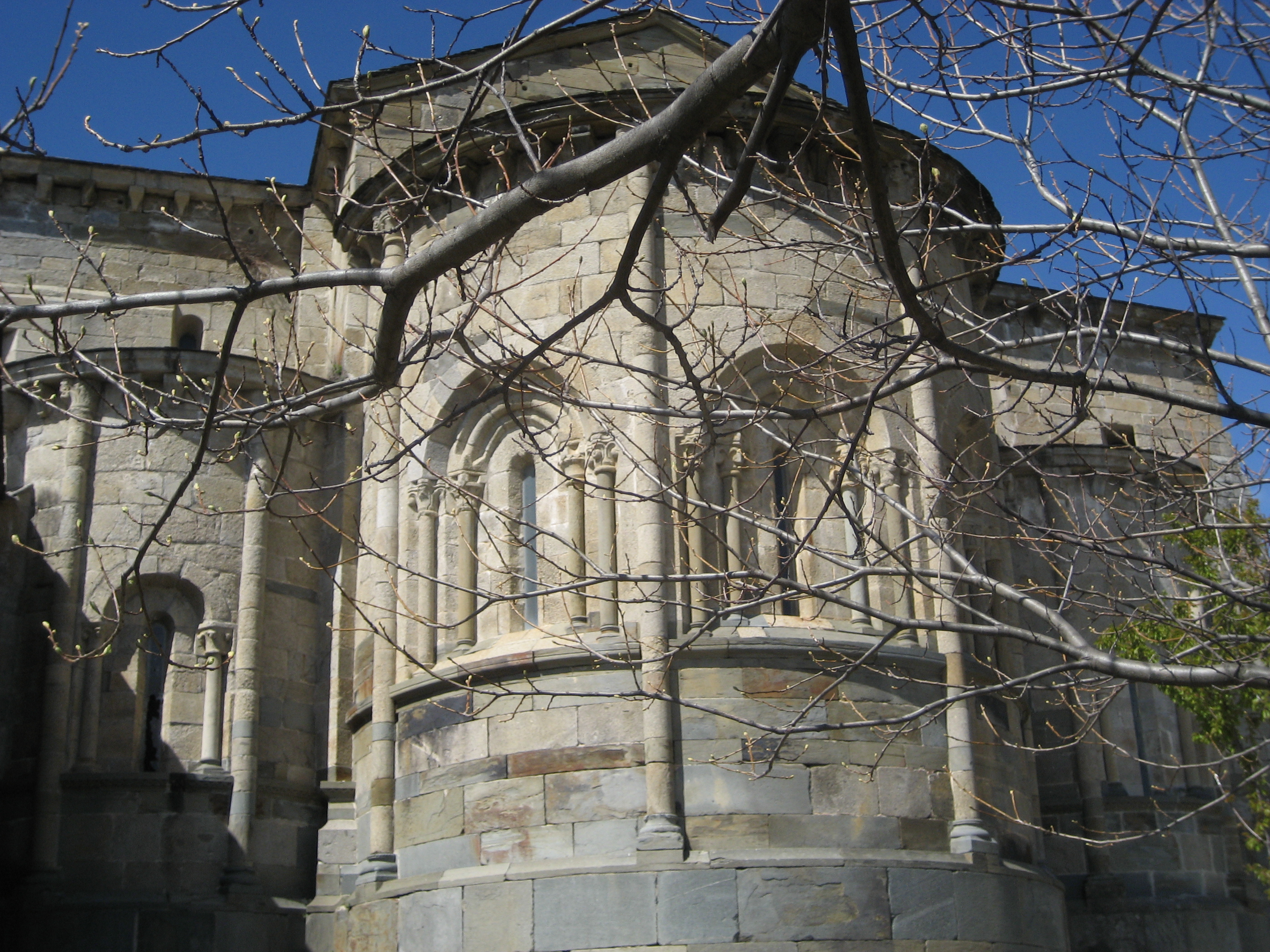
Ábside del monasterio de San Martín de Castañeda

La mayor parte de las construcciones religiosas de Sanabria datan de los siglos XVII y XVIII, aunque hay alguna mucho más antigua (siglo IX). Entre los monumentos más emblemáticos de esta arquitectura sanabresa destacan:
1. El Monasterio de San Martín de Castañeda, monumento situado en la localidad de San Martín de Castañeda, perteneciente al municipio de Galende. Su iglesia, inspirada en la catedral zamorana, destaca por encima de todas las obras artísticas de Sanabria y se considera como uno de los monumentos más representativos del románico zamorano.
2. Iglesia de Santa María del Azogue, monumento situado en la Puebla de Sanabria.
3. Santuario de la Virgen de La Alcobilla, perteneciente a la localidad de Rábano de Sanabria, dentro del término municipal de San Justo de Sanabria. Es una construcción neogótica del siglo XVI que recibe cada año a multitud de gentes que festejan la tradicional romería de La Alcobilla.
4. Iglesia de Santiago de los Coutos, situada en la localidad de Terroso.
5. Santuario de Nuestra Señora de los Remedios, situada en la localidad de Otero de Sanabria, es el santuario de la patrocina de Sanabria.
6. Santuario de la Virgen de la Tuiza, es un santuario situado en el límite de los términos de Chanos y Lubián.
7. Iglesia de Santo Tomás Apóstol, en la localidad de Otero de Sanabria, es conocida como la Capilla Sixtina sanabresa, llamada así por el valor artístico de las pinturas murales que conserva.

### Arquitectura civil

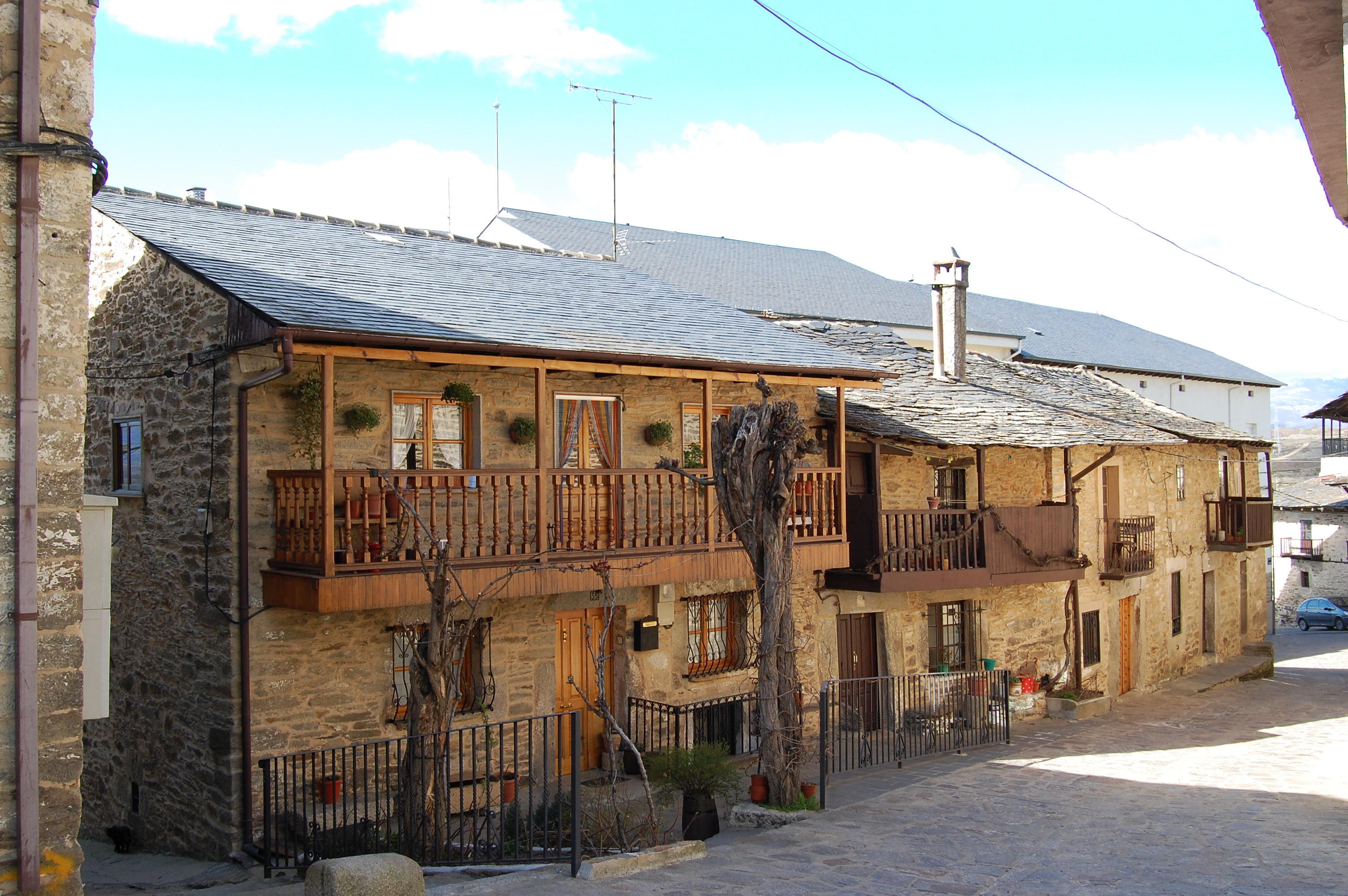
Casa sanabresa

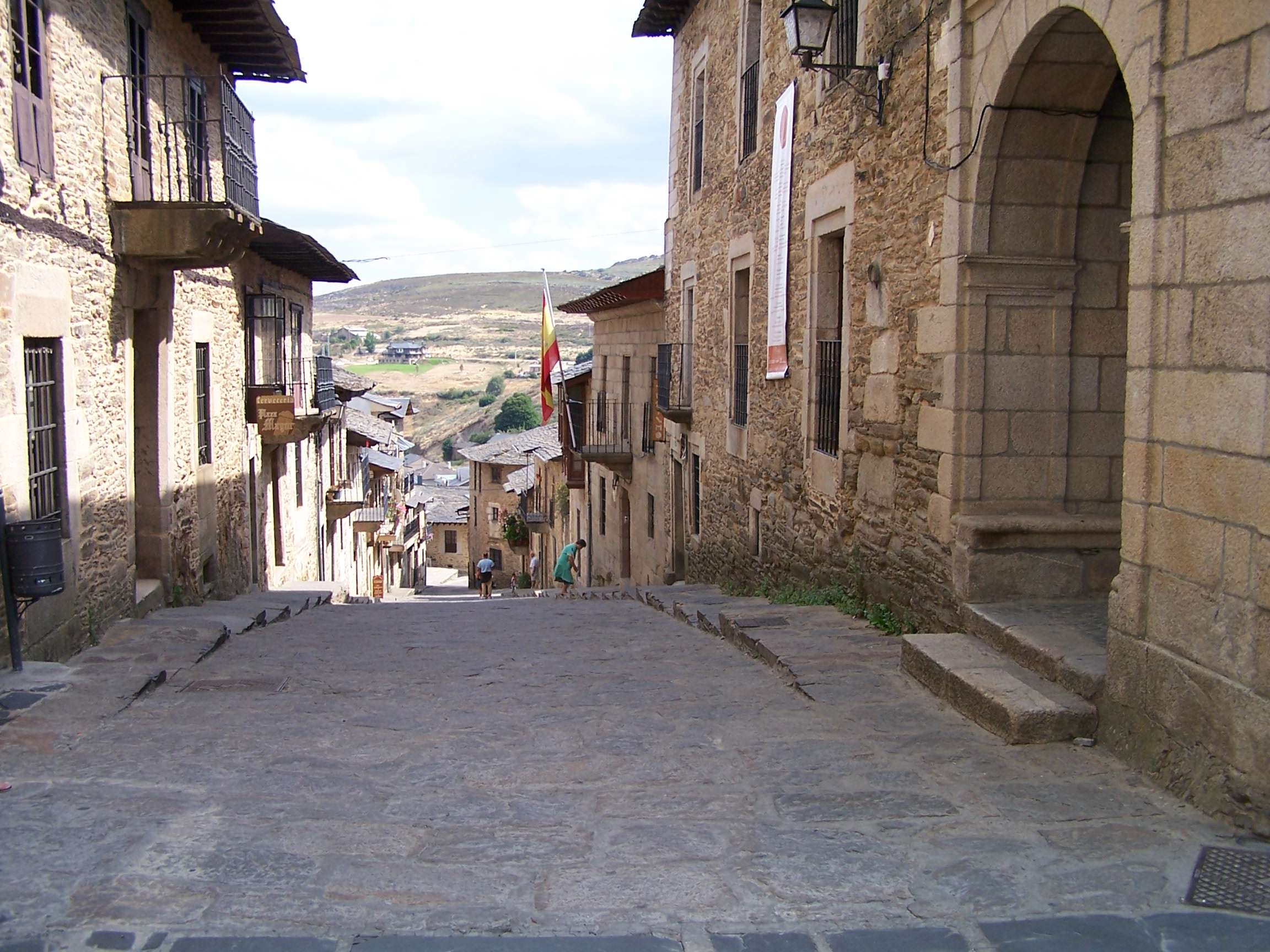
Puebla de Sanabria

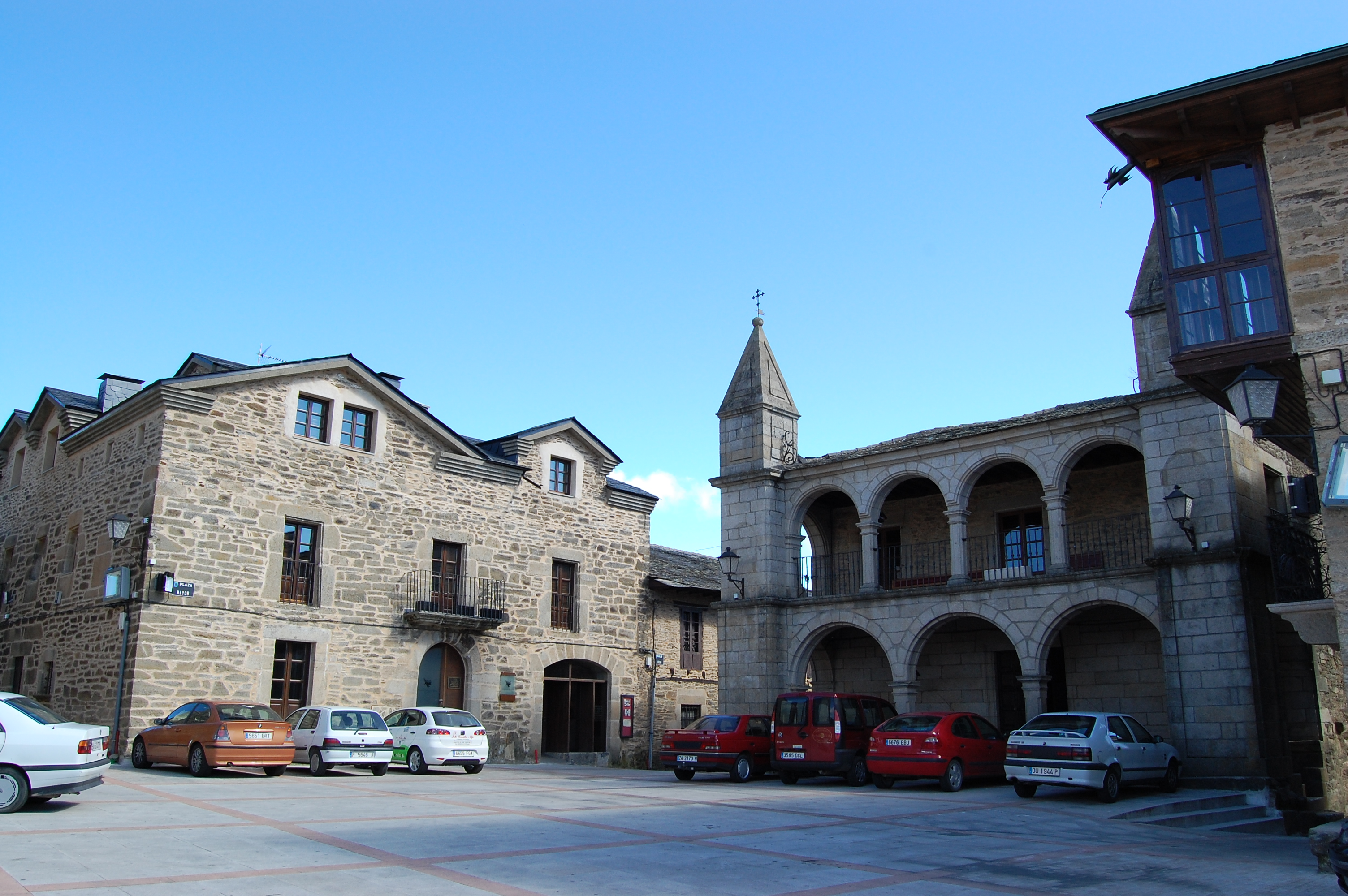
Plaza del Ayuntamiento de Puebla de Sanabria

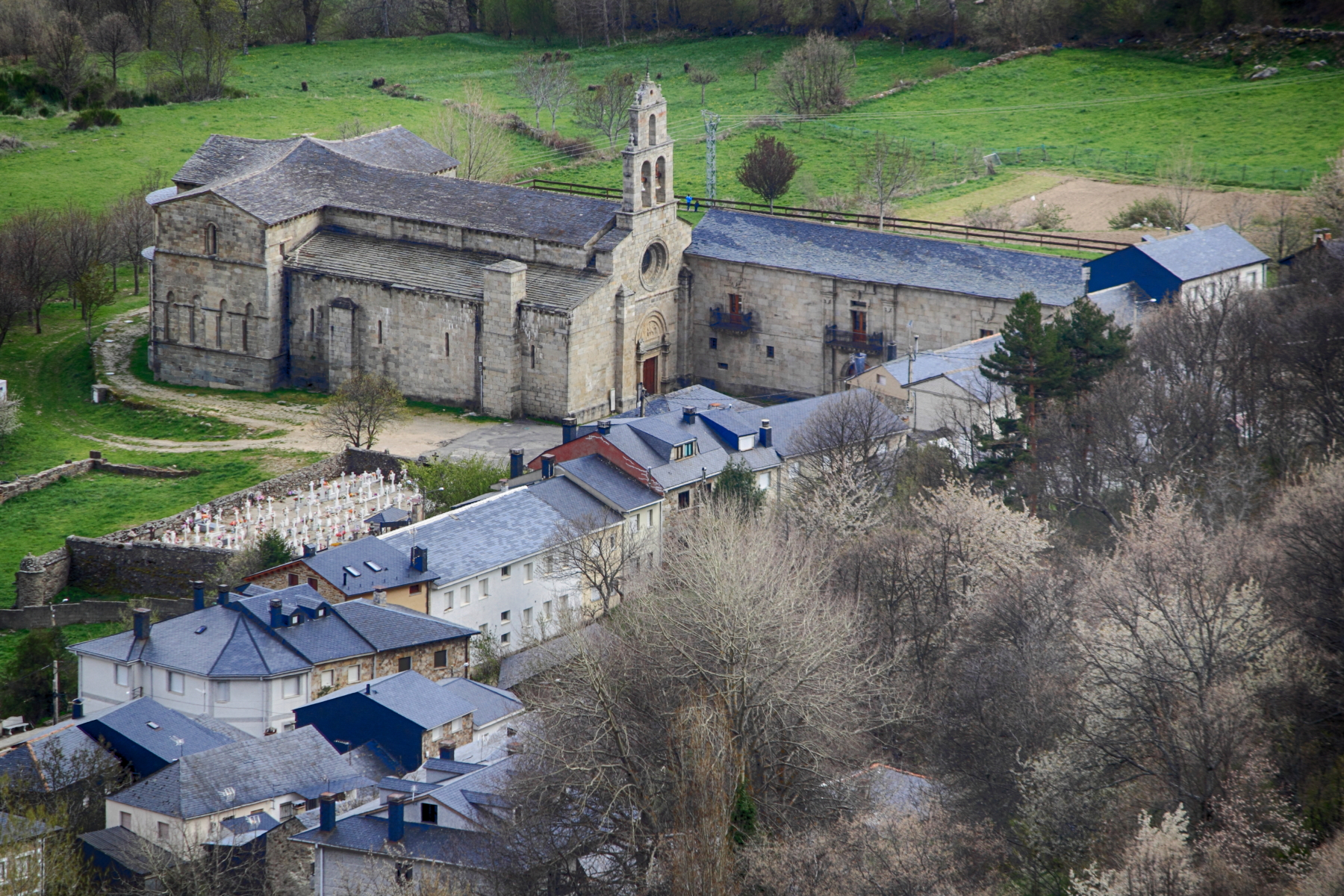
San Martín de Castañeda

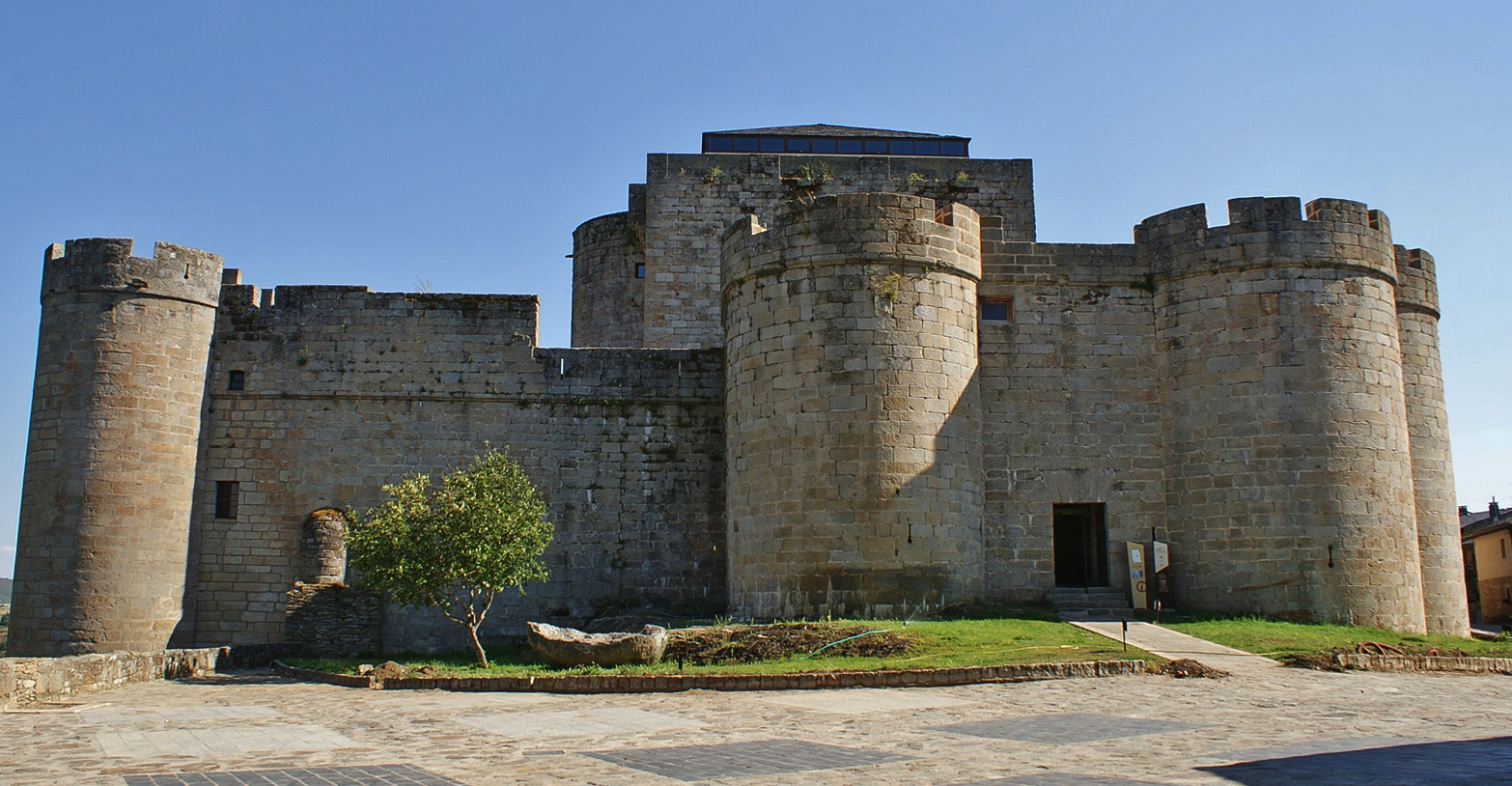
Castillo de los Condes de Benavente en Puebla de Sanabria

Hasta la llegada de la Edad Moderna, ha sido el medio físico el principal factor condicionante de cualquier asentamiento humano. De esta forma el agua, el clima o la orografía eran elementos tenidos muy en cuenta por los sanabreses.
Sanabria, situada en zona montañosa con largos períodos de frío y lluvia, invitó a sus moradores a establecerse en lugares protegidos, principalmente los valles o medias laderas de buena orientación y abrigo. De esta forma, en los valles las viviendas se diseminan formando 'barrios' de considerable longitud y en las laderas los pueblos se esconden entre una abundante vegetación que los protege.
La abundancia de agua hizo que este no fuera un condicionante decisivo que obligara a la aglomeración de sus habitantes. Su abundancia durante todo el año hace que ésta sea una comarca rica en pastos, convirtiendo a la ganadería en su principal fuente de riqueza, lo que tuvo reflejo en el prototipo de hogar sanabrés, ya que el espacio destinado al cuidado del ganado ocupó un lugar destacado en la planta baja de la vivienda, aquí llamada 'corte', y con divisiones interiores que separan a los diferentes animales en 'cortellos'. Edificaciones anexas a la vivienda se destinan a almacenes, cobertizos y pajares, estos últimos lo más lejos posible para evitar el peligro de incendio.
Los antecedente de esta arquitectura se remontan a sus primitivos pobladores, los astures, aunque su situación geográfica como paso hacia Galicia le ha permitido asimilar las técnicas y modelos de diferentes culturas, hasta conformar sus propias características arquitectónicas que cuentan con una mayor influencia gallega en la parte occidental de la comarca y en la oriental más similar a la arquitectura de Castilla.
La primitiva casa sanabresa es una construcción de planta baja, rectangular, en la que se encuentra la vivienda familiar y la cuadra, de pequeñas dimensiones, con escasas ventanas en sus paredes de mampostería y cubiertas de 'cuelmo' o louxas de pizarra. A medida que las necesidades familiares crecen, se van adosando nuevas construcciones en torno a patios y corrales.
Con el paso del tiempo crece la necesidad de incrementar la superficie destinada a vivienda, con lo que la casa sanabresa pasó a dotarse de dos plantas, reservando la inferior para el ganado y la superior para la familia. Esta evolución a la doble planta, introdujo nuevos elementos como son la escalera, de madera o piedra, que es ubicada en el exterior para que no ocupe parte del espacio interior, y los corredores que es donde desemboca aquella, presente siempre en la parte más soleada, sostenidos por canecillos, ya sean cerrados, semiabiertos o abiertos, que son utilizados como secadero de legumbres, almacén de productos y leñera.
La arquitectura experimentó notables cambios en cuanto a la utilización de materiales. De las 'colmaduras' se pasó al louxado o llouxau, de la mampostería en planta baja y madera en la planta superior, se pasa al empleo de materiales rocosos propios de la zona (granito y pizarra), construyéndose completamente con sillares y reservándose la madera de roble para vigas y estructuras de las cubiertas, y la de castaño para suelo, ventanas y puertas, coloreadas estas últimas, en muchas ocasiones, de color azul intenso. Los corredores y miradores, también de madera, se introducen elementos decorativos como balaustres cilíndricos o planos con perfiles recortados y pilares labrados.
En Sanabria los molinos, aquí llamados mulinos y muiños, también requieren una mención especial dentro de la arquitectura popular, en cuanto parte habitual del pueblo y del paisaje sanabrés, caracterizados por su pequeñas dimensiones, planta rectangular, muros de piedra apenas labrada, sin apenas ventanas y cubierta de pizarra. Su propiedad solía ser compartida entre varios campesinos que a su vez cuidaban de su mantenimiento y se turnaban en su uso. Poseían una sola muela que se construía con material de la zona, principalmente granito. Se encuentran apartados del pueblo, en zonas donde el caudal del río no era excesivo, aunque algunos contaban con un canal regulador del caudal del agua.
Sanabria tampoco ha sido ajena a la modernidad, siendo frecuente encontrar edificaciones que no respetan los primitivos esquemas de este territorio. A pesar de ello, cuenta aún, con numerosos pueblos que conservan todo su sabor primitivo, claro exponente de ello lo constituyen Sotillo de Sanabria, Limianos, Rihonor de Castilla... Otros han experimentado cambios que han sabido respetar el espíritu original de sus viviendas: Robleda, Rozas... Sin embargo, algunos no han podido mantener en pie sus viejas tradiciones constructivas, como es el caso de San Martín de Castañeda que ahora difiere del que en su día inspirara a Miguel de Unamuno su novela "San Manuel Bueno, mártir".

### Arquitectura militar y otras
La mayor parte de las escasas construcciones civiles están limitadas a Puebla de Sanabria, destacando el castillo, el ayuntamiento y la estación ferroviaria.

## Cultura
Dado su aislamiento geográfico, se han mantenido muchas tradiciones seculares, que ahora están decayendo debido a la intensa emigración ocurrida desde mediados del siglo XX. Incluso existen organizaciones, como Furmientu, que intentan conservar su propio lenguaje, llamado sanabrés o senabrés, perteneciente al leonés, emparentado con el mirandés de Trás-os-Montes en Portugal. Además, en la Alta Sanabria y en Calabor la lengua tradicional es el gallego. Toda ello hace de Sanabria una comarca tradicionalmente trilingüe, en la que se usa el leonés, el gallego y el castellano.
Las manifestaciones culturales sanabresas son una de las consecuencias externas de un carácter hecho a sí mismo como consecuencia del aislamiento obligado de esta comarca por su situación en el mapa. Su alejamiento facilitó y fomentó que durante siglos se transmitiera de padres a hijos las canciones, danzas, costumbres, historias... y, en general, tradiciones ancestrales que surgieron de las gentes de esta bella tierra y que solo las necesidades económicas, con la consiguiente emigración masiva de sus hijos en el siglo XX, ha ocasionado una desintegración cultural paulatina que sólo podrá ser frenada por los propios sanabreses, recordando y manteniendo las costumbres de sus antepasados.
Las condiciones naturales, económicas y sociales de este territorio, caracterizado básicamente por el aislamiento, dispersión y pobreza de sus villas, fueron caldo de cultivo de la imaginación popular, que ante la falta de explicaciones lógicas para determinados fenómenos y hechos se les daba respuesta mediante narraciones a mitad de camino entre el mito y la tradición, entre el cuento y la realidad, alimentando la existencia de leyendas, creencias populares y supersticiones donde juegan un importante papel las "meigas", los conjuros, el mal de ojo y el "llobu". De entre las leyendas de este territorio quizás la más extendidas y popular sea la leyenda del lago, con la que los habitantes de esta comarca intentan justificar el origen de este hermoso paraje natural.
Compartían los bailes en las numerosas romerías que se celebraban por toda la comarca, acompañados todos ellos por las notas musicales de la gaita de fole, autóctona de Sanabria, el tambor y el pandero, instrumentos tradicionales que no podían faltar para interpretar las jotas, corridos y agarrados que son las danzas populares de esta tierra que aún hoy siguen interpretándose en fiestas como la de "La Peregrina" en Donado el primer domingo de septiembre, "La Alcobilla" en Rábano de Sanabria el 8 de septiembre, "Nuestra Señora de la Carballeda" en Rionegro del Puente el segundo domingo de septiembre, "La Tuiza" en Lubián el último domingo de septiembre o "La Virgen de los Remedios" en Otero de Sanabria, Patrona de la comarca el primer domingo de octubre.
El Magosto es una de las celebraciones más populares de Sanabria. Esta fiesta, suele reunir a los sanabreses a la entrada de la temporada otoñal, y consiste en la recogida de la castaña que en esta tierra se celebra organizando reuniones familiares entre el día de Todos los Santos (1 de noviembre) y el de San Martín (11 de noviembre), durante las cuales este fruto se come asada al fuego —con o sin miel— o cocida con leche. Estas fiestas suelen ser acompañadas con jotas, corridos y agarrados acompañados con los sonidos de la gaita de fole —autóctona de Sanabria—, el tambor y el pandero.

### Traje regional
Otro de los aspectos de la cultura sanabresa que no ha podido sobrevivir con el tiempo es su vestimenta tradicional: antaño las mujeres llevaban pañuelo en la cabeza que bajaba mucho por la frente y se ataba por arriba. El mantelo, negro para ir a misa, desde la cabeza hasta debajo de la falda y que les servía de abrigo en los días de lluvia y frío. La pañoleta o toquilla que les cubría los hombros, les cruzaba el pecho y se ataba a la espalda, por encima de la camisa de lienzo y el faldón de pardo o saya, con mandil o delantal, o bien el rodao. Completando el atuendo estaban los calcetines de lana y sobre ellos unos recios zapatos con suela de madera. No era la mujer sanabresa rica en alhajas, no había oro ni plata, pero siempre acompañaba sus ropas con collares y gargantillas de corales a juego con grandes pendientes de aro de los que les colgaban diversos abalorios.
El traje masculino sustituyó los tradicionales pantalones cortos, que llegaban a la rodilla y se acompañaban de calcetines y de polainas, por otros más modernos de corte largo. Completaban la vestimenta, chaqueta de pardo con chaleco, que en invierno incluía jubón. Cinto de cuero para sujetar el pantalón, y para resguardar la cabeza, sombrero de ala ancha, de fieltro o paja según la estación del año.
Estas vestimentas propias de mayores, jóvenes y niños, hoy sólo nos las recuerdan los atuendos oscuros de algunos de los más viejos del lugar.

### Gastronomía

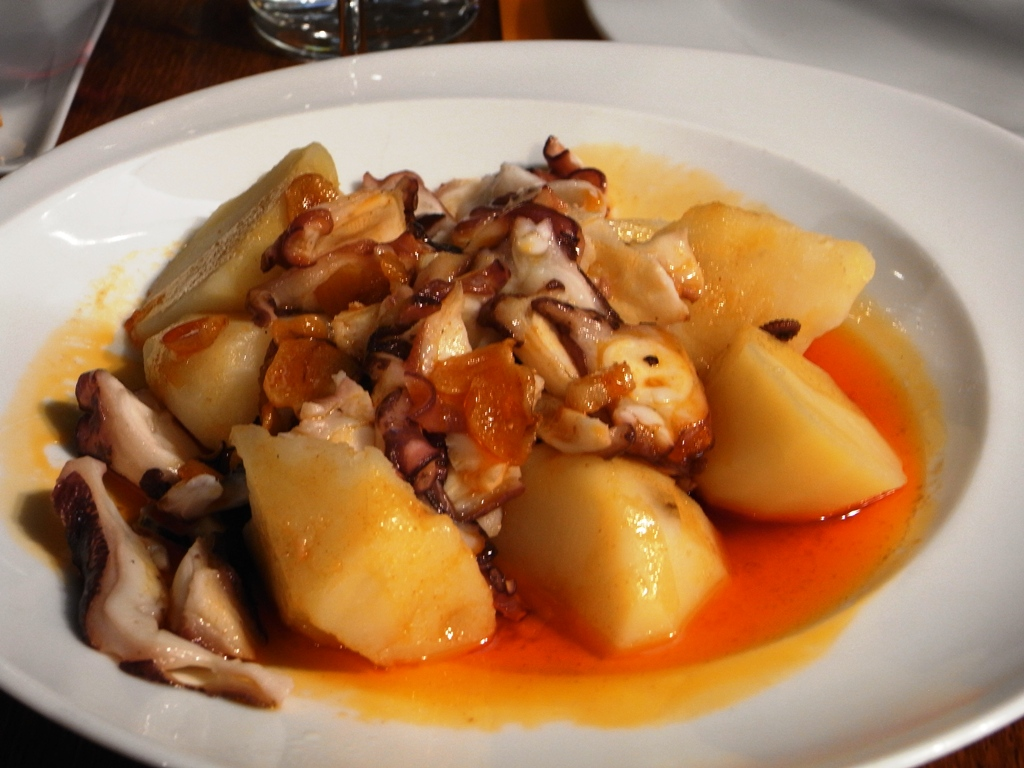
Pulpo a la sanabresa

La gastronomía sanabresa cuenta en su elaboración con productos autóctonos de gran calidad, entre los que destaca la trucha asalmonada del lago, degustada y elogiada ya por Felipe II y de la que Alejandro Dumas hizo mención especial después de su recorrido por la provincia de Zamora.
Los buenos pastos que alimentan al ganado, permiten obtener unas exquisitas carnes de ternera, tiernas y sabrosas que el viajero podrá degustar en presas, chuleta o chuletón asado. El buen comedor quedará también satisfecho ante uno de los más ricos platos sanabreses: los habones o fabones, alubias de gran tamaño que se cultivan en la zona y que se guisan con productos del cerdo: tocino, morro y pata. El pulpo, procedente de la vecina Galicia, tiene aquí una forma peculiar de prepararse con sus ingredientes de aceite de oliva, pimentón y sal. Además de los mencionados, también destaca la existencia de otros platos sanabreses, como pueden ser: el caldo sanabrés, el caldo de leche y castañas, los cucurriles, los boletus edulis, las patatas con migas, el corzo, el jabalí y los embutidos de cerdo. Una de las terneras más sabrosas es la de raza alistano-sanabresa, con denominación de origen.
La abundancia de manzanos en Sanabria, hizo de que esta tierra fuera durante años proveedora de los lagares del norte de España para la elaboración de sidra natural. Actualmente, y de la mano de emprendedores sanabreses, se ha comenzado a producir sidra en la comarca de Sanabria.

### Fiestas
En Otero de Sanabria se encuentra el Santuario de Nuestra Señora de los Remedios, patrona de Sanabria, en el que todos los años, el primer domingo de octubre, se celebra una romería que atrae numerosos peregrinos de toda la comarca.